# 500-ті
Раннє Середньовіччя. У Східній Римській імперії триває правління Анастасія I. На Апеннінському півострові володіння Теодоріха Великого мають офіційний статус віцекоролівства Римської імперії. У Європі існують численні германські держави, зокрема Іберію та південь Галлії займає Вестготське королівство, Північну Африку захопили вандали, утворивши Африканське королівство, у Тисо-Дунайській низовині утворилося Королівство гепідів. На півночі Галлії панують салічні франки, у західній Галлії встановилося Бургундське королівство.
У Китаї період Північних та Південних династій. На півдні править династія Лян, на півночі — Північна Вей. В Індії правління імперії Гуптів. У Японії триває період Ямато. У Персії править династія Сассанідів.
На території лісостепової України в VI столітті виділяють пеньківську й празьку археологічні культури. VI століття стало початком швидкого розселення слов'ян. У Північному Причорномор'ї співіснують різні кочові племена, зокрема гуни, сармати, булгари, алани.

## Події
- Відбулася війна між Персією й Візантією. Вона завершилася укладенням миру, що передбачав об'єднання зусиль двох держав проти загрози нападів кочовиків з-за Кавказу.
- Король салічних франків Хлодвіг прогнав візіготів на Піренейський півострів.
- Король Вестготського королівства Аларіх II загинув, правління його сина Гезеріха було вкрай невдалим.
- Король франків Хлодвіг переніс столицю Франкського королівства в Париж, оголосив християнство державною релігією. Візантійський імператор Анастасій I формально визнав його правителем Галлії.
- Остготи Теодоріха Великого, правителя Італії, відбили Прованс у франків. Між ним та Анастасієм I виник конфлікт, і як наслідок, візантійський імператор послав свій флот вчинити напад на узбережжя Італії.
- Понтифікат Папи Симаха.